# Retorno sobre o investimento em energia
Em economia de energia e energética ecológica, o retorno sobre o investimento em energia (energy return on investment ou EROI em inglês), também chamado às vezes de energia devolvida à energia investida (ERoEI), é a relação entre a quantidade de energia utilizável (a exergia) fornecida de um determinado recurso energético e a quantidade de exergia usada para obter esse recurso energético. 
Aritmeticamente o EROI pode ser definido como:
{\displaystyle EROI={\frac {\hbox{Energia Entregue}}{\hbox{Energia Requerida para Entregar essa Energia}}}} . 
Quando o EROI de uma fonte de energia é menor ou igual a um, essa fonte de energia se torna um "sumidouro de energia" líquido e não pode mais ser usada como fonte de energia. Uma medida relacionada, chamada energia armazenada sobre energia investida (ESOEI), é usada para analisar sistemas de armazenamento.  
Para ser considerado viável como combustível ou fonte de energia, deve haver uma relação EROI de pelo menos 3:1.  

## História
O campo de estudo da análise de energia é creditado por ter sido popularizado por Charles A. S. Hall, um professor de ecologia de sistemas e economia biofísica da State University of New York. Hall aplicou a metodologia biológica, desenvolvida em um Laboratório Biológico Marinho de Ecossistemas, e depois adaptou esse método para pesquisar a civilização industrial humana. O conceito teria sua maior exposição em 1984, com um artigo de Hall que apareceu na capa da revista Science.  